# Nicol Gastaldi
Nicol Gastaldi (Piove di Sacco, 16 februari 1990) is een Argentijnse alpineskiester. Ze nam tweemaal deel aan de Olympische Winterspelen, maar behaalde geen medaille. 

## Carrière
Gastaldi nam nog nooit deel aan een wereldbekerwedstrijd.
Op de Olympische Winterspelen 2010 in Vancouver was een 48e plaats op de reuzenslalom haar beste resultaat.

## Resultaten

### Wereldkampioenschappen
| Jaar | Plaats            | Resultaten                    |
| ---- | ----------------- | ----------------------------- |
| 2009 | Val d'Isère       | DNF1 Slalom DNF1 Reuzenslalom |
| 2013 | Schladming        | DNF1 Slalom                   |
| 2015 | Vail/Beaver Creek | 57e Reuzenslalom DNF1 Slalom  |
| 2017 | Sankt Moritz      | 51e Reuzenslalom DNF1 Slalom  |

### Olympische Spelen
| Jaar | Plaats      | Resultaten                   |
| ---- | ----------- | ---------------------------- |
| 2010 | Vancouver   | 48e Reuzenslalom DNF1 Slalom |
| 2018 | Pyeongchang | 42e Reuzenslalom DNF1 Slalom |